# 板東英二の南山マスターズ
『板東英二の南山マスターズ』（ばんどうえいじのなんざんマスターズ）は、2004年4月3日から2009年3月29日まで中部日本放送（CBC）で放送されたゴルフ番組。
この項目では、2011年1月9日から2012年12月23日まで同局で放送された後継番組『板東英二の南山マスターズ2』についても触れる。

## 概要
収録は愛知県豊田市にある南山カントリークラブで行われていた。
同タイトルでの放送終了後、番組はしばらく放送されていなかったが、2011年1月9日に『板東英二の南山マスターズ2』と題して復活した。こちらも同じく南山カントリークラブで収録が行われていた。
その後の2012年12月、板東が役員を務めていた番組企画制作会社（兼個人事務所）の所得隠しが発覚したことを受け、1か月にわたって放送を中断していた。この問題に関して板東側からの説明が全くないことから、CBCは『そこが知りたい 特捜!板東リサーチ』とともに2013年2月をもって番組を打ち切ると発表した。

## 放送時間
いずれも日本標準時。

### 板東英二の南山マスターズ
- 土曜 6:45 - 7:00 （2004年4月 - 2006年2月）
- 日曜 6:30 - 6:45 （2006年3月 - 2009年3月） - 『みのもんたのサタデーずばッと』（TBS）のネット開始に伴い、日曜早朝枠へ移動。

### 板東英二の南山マスターズ2
- 日曜 5:45 - 6:00 （2011年1月 - 2012年12月）

## 出演者
- 板東英二
- 牧野裕（プロゴルファー）
- 高田寛之（CBCアナウンサー） - ナレーションを担当。この番組のナレーションのため、月に1回大阪のガリレオクラブに日帰り出張をしていた。

## スタッフ
- ディレクター：池田博之（テンカウント）
- 音効：原田研（ガリレオクラブ）
- プロデューサー：仲利之（CBCスポーツ部）
- 製作著作：CBC